# Выя (приток Мендели)
Выя — река в России, протекает по Бирилюсскому району Красноярского края. Устье реки находится в 230 км по левому берегу реки Мендель. Длина реки составляет 20 км. Приток — Крутая.

## Данные водного реестра
По данным государственного водного реестра России относится к Верхнеобскому бассейновому округу, водохозяйственный участок реки — Кеть, речной подбассейн реки — бассейн притоков (Верхней) Оби от Чулыма до Кети. Речной бассейн реки — (Верхняя) Обь до впадения Иртыша.